# Proizvodnja biogoriva u svijetu

## Uvod
Biogoriva su goriva koja se dobivaju iz biomase. Biomasa (eng. biomass, njem. biomasse) nastaje iz živuće materije, biljnog
ili životinjskog porijekla, koja se može koristiti kao gorivo ili za industrijsku proizvodnju. Biogoriva imaju tendenciju rasta u svijetu zbog spoznaje o onečišćenju zraka raznim nusproduktima izgaranja fosilnih goriva. Zbog nestajanja svjetske zalihe nafte i ekoloških onečišćenja, javila se potreba za rješenjem u vidu obnovljivih izvora energije u svrhu poboljšanja kvalitete života na zemlji.

## Povijest biogoriva u svijetu
Prvi put gorivo iz biljnog ulja su proizveli 1853. znanstvenici E. Duffy i J. Patrick puno prije nastanka dizel motora. Rudolf Diesel svoj je prvi jednocilindrični motor pogonio uljem od kikirikija 10. kolovoza 1893. u Augsburgu u Njemačkoj. Dana 10. kolovoza je proglašen za "Međunarodni dan biodizela". Rudolf Diesel je u svom govoru 1912. rekao da će u to vrijeme jestivo ulje kao gorivo biti beznačajno ali u daljoj budućnosti će imati veliku važnost kao i nafta.

### Svjetska proizvodnja biogoriva
Najnoviji podaci pokazuju da je u SAD-u proizvedeno 45 milijarda litara bioetanola, u Brazilu oko 25 milijarda litara. Navedene količine čine više od 80 %  svjetske proizvodnje tog biogoriva. Bioetanol iz SAD-a pravi se većinom iz kukuruza a, iz Brazila se pravi iz šećerne trske. Zbog tradicionalne orijentiranosti benzinskim motorima, na tržištu američkih kontinenata preferira bioetanol, Europljani se, zbog veće zastupljenosti dizelskih automobila, okreću biodizelu. Bioetanol zahtijeva određene preinake na pogonskim motorima vozila dok, većina dizelskih motora bez problema radi s biodizelom i njegovim dizelskim smjesama, što znači da bi uvođenje tog biogoriva trebalo biti jednostavnije. Prema US Energy Information Agency proizvodnja biogoriva diljem svijeta trebala bi rasti za 2,60 % svake godine sve do 2040. godine. International Energy Outlook predviđa kako bi proizvodnja biogoriva do 2040. mogla doseći 2.865 milijuna barela dnevno. Predviđanja su da će Brazil biti najveći proizvođač biogoriva s 807 tisuća barela dnevno. Drugi najveći proizvođač biogoriva trebao bi biti SAD sa 684.802 barela dnevno.Proizvodnja biogoriva u Kini i Indiji trebala bi rasti za 9,2 %, odnosno 7,8 % do 2040. godine, no i dalje će zaostajati za proizvodnjom u SAD-u i Brazilu.
Tablica 1. Proizvodnja biogoriva u svijetu
| Zemlja    | Bioetanol        | Biodizel         |
| --------- | ---------------- | ---------------- |
|           | milijarda litara | milijarda litara |
| SAD       | 41               | 2,1              |
| Brazil    | 26               | 1,6              |
| Francuska | 0,9              | 2,6              |
| Njemačka  | 0,8              | 2,6              |

## Trendovi ulaganja u industriju biogoriva
Garuda Airlines avionska kompanija iz jugoistočne Azije planira uvest pogon na biogorivo u svim avionima do 2015. godine. Procijenjena je potrebna potrošnja od 10 milijona litara biogoriva za svaki od 96 aviona. Proizvođač hrane Del Monte pridružio se projektu biodizela s klijentom McDonald's u Ujedinjenim Arapskim Emiratima (UAE). Dvadesetak vozila Del Montea voze na biodizel koji je dobiven iz korištenog biljnog ulja. Cilj im je da čitav vozni park u upotrebi ima obnovljiva goriva. McDonalds u Ujedinjenim Arapskim Emiratima napaja svoja vozila sa 100 % obnovljivim gorivima.

## Vrste biogoriva
Tablica 2. Prva generacija biogoriva
| Vrsta biogoriva | Naziv                                                                               | Sirovina                    | Proizvodni proces                                       |
| Bioetanol       | Konvencionalni bioetanol                                                            | Šećerna repa, zrno žitarice | Hidroliza i fermentacija                                |
| Biljno ulje     | Čisto biljno sirovo ulje                                                            | Uljarice                    | Hladno prešanje/ Ekstrakcija                            |
| Biodizel        | RME – metilni ester repičinog ulja FAME/FAEE – metilni/etilni ester masnih kiselina | Uljarice                    | Hladno prešanje + Trsnsesterifikacija dal to dobro pise |
| Biodizel        | Biodizel iz otpadnog jestivog bioulja                                               | Otpadno jestivo ulje        | Transesterifikacija                                     |
| Bioplin         | Pročišćeni bioplin                                                                  | Biomasa i stajski gnoj      | Fermentacija                                            |
| Bio-ETBE        | Etil-tert-butil-eter                                                                | Bioetanol                   | Kemijska sinteza                                        |

Tablica 3. Druga generacija biogoriva
| Vrsta biogoriva                             | Naziv | Sirovina                        | Proizvodni proces        |
| ------------------------------------------- | --- | ------------------------------- | ------------------------ |
| Bioetanol                                   | Celulozni bioetanol | Lignocelulozni materijal        | Hidroliza i fermentacija |
| Sintetska biogoriva                         | BTL – biomasa u gorivo FT – Fischer-Tropsh biodizelsko gorivo Sintetski bio dizel Biometanol Bio-DME – biodimetil eter | Lignocelulozni materijal        | Uplinjavanje i sinteza   |
| Biodizel (hibrid između 1. i 2. generacije) | NExBTL | Biljna ulja i životinjske masti | Hidrogenacija            |
| Bioplin                                     | SNG (sintetski prirodni plin)                                                                                          | Lignocelulozni materijal        | Uplinjavanje i sinteza   |
| Biovodik                                    | | Lignocelulozni materijal        | Uplinjavanje i sinteza   |